# Рокфор
Рокфо́р (фр. Roquefort) — французький сир з пліснявою.
Батьківщиною цього сиру є вапнякові плато на півдні Центрального масиву. Його назва походить від села Рокфор-сюр-Сульзон (фр. Roquefort-sur-Soulzon), розташованого в регіоні Руерґ (фр. Rouergue), департамент Аверон (фр. Aveyron). В околицях цього села розташовані карстові печери, у яких дозріває рокфор.
Раніше такий сир виготовлявся з сирого овечого молока. Тепер для виготовлення такого сиру також широко використовують коров'яче молоко, що відповідає рецептурі та стандартам виготовлення сиру. Визначальним інгредієнтом такого сиру є шляхетна пліснява «Penicillium roqueforti». Пліснява Penicillium roqueforti забарвлює сир зеленкувато-блакитними прожилками. Жирність — 45 %. Мінімальний час дозрівання — 3 місяці, оптимальним вважається період у 5 місяців. Грибок, який надає рокфору характерного смаку й аромату, міститься в печерних ґрунтах. Традиційно його отримували, залишаючи хліб на 6-8 тижнів у печерах. Після цього хліб висушували й добували порошок грибка. Нині грибок вирощується в лабораторіях, а рокфор і надалі дозріває в карстових печерах при відносно сталій температурі (6-13 °C) та вологості (95 %). Пориста порода забезпечує добру циркуляцію повітря. Відразу за Рокфор-сюр-Сульзон розташовані 17 печер, що простягаються на 12 рівнях на глибину до 2 км. У кожній печері виготовляють окремий підтип рокфору.
Рокфор — перший французький сир, який отримав сертифікат про походження (1925).

## Історія
Старовинна легенда оповідає про пастуха, який зупинився перепочити в горах біля входу в печеру. У той час, коли вівці шукали поживу між камінням у безлюдній місцині, пастух теж вирішив поїсти. Його обід складався зі шматка сиру й скибки чорного хліба. Раптом він побачив вдалині гарну дівчину. Заховавши сир і хліб у печері, він побіг за нею, але наздогнати дівчнину не вдалося. Випадково повернувшись через декілька днів на те саме місце, пастух побачив залишені ним сир і хліб. Дуже голодний, він відкусив шматок і зі здивуванням помітив, що сир став надзвичайно делікатним на смак, а в багатьох місцях у ньому з'явилася зеленкувато-блакитна пліснява.
Рокфор справді має дуже давні традиції. Такий сир знали вже в Стародавньому Римі, про нього в 79 році згадує Пліній Старший, звертаючи увагу на його аромат. Близько 1060 року рокфор згадується під його нинішньою назвою в монастирських книгах, а в 1411 році Карл VI надав мешканцям Рокфору монополію на виготовлення сиру у вапнякових печерах гірського масиву Комбалу (фр. Combalou).